# Digger (Soldat)
Digger ist ein Begriff aus der Soldatensprache, der vor allem Infanteriesoldaten aus Australien und Neuseeland bezeichnet. Hinweise auf seine Verwendung in diesen Ländern lassen sich bereits in den 1850er Jahren finden, jedoch erlangte er in einem militärischen Kontext erst während des Ersten Weltkriegs an Bedeutung, als australische und neuseeländische Truppen an der Westfront um 1916–17 begannen, ihn zu benutzen. Der Begriff entwickelte sich im Krieg weiter und wurde mit dem Konzept der Anzac-Legende verknüpft. In einem weiteren sozialen Kontext steht er jedoch für das Konzept von „egalitärer Kameradschaft“.

## Ursprung
Vor dem Ersten Weltkrieg wurde der Begriff in Australasien weit verbreitet als Bezeichnung für einen Bergarbeiter verwendet, und auch in Neuseeland auf einen Kauri-Harz-Sammler bezogen. In Australien und Neuseeland hat der Begriff „digger“ egalitäre Konnotationen, die auf die Eureka-Stockade-Rebellion in Victoria im Jahr 1854 zurückgehen und eng mit den Prinzipien der Kameradschaft verbunden sind. Dies könnte von einer früheren Verwendung des Begriffs „diggers“ als Bezeichnung für Egalitaristen abgeleitet worden sein. Viele australische und neuseeländische Soldaten im Zweiten Burenkrieg (1899–1902) waren ehemalige Bergarbeiter. In der Schlacht von Elands River (1900) erarbeiteten sich die australischen Verteidiger den Ruf als „diggers“, indem sie hastig Verteidigungsgräben im harten Boden anlegten.
Nach der Anlandung in Anzac Cove am 25. April 1915, zu Beginn der Schlacht von Gallipoli, schrieb General Sir Ian Hamilton an General William Birdwood, den Befehlshaber des Australian and New Zealand Army Corps (ANZAC), im Postskriptum: „You have got through the difficult business, now you have only to dig, dig, dig, until you are safe.“ (deutsch: „Ihr habt das Schwierige geschafft, nun müsst ihr nur noch graben, graben, graben, bis ihr in Sicherheit seid.“) Schriftsteller Tim Lycett argumentiert jedoch, dass es keine harten Beweise dafür gibt, dass Hamiltons Nachricht der Grund war, warum der Begriff „digger“ allgemein auf ANZAC-Truppen angewendet wurde.
W. H. Downing erklärt in Digger Dialects, einem Glossar von Wörtern und Redewendungen, die von australischem Personal während des Krieges verwendet wurden, dass „digger“ erstmals 1916 verwendet wurde, um einen neuseeländischen oder australischen Soldaten zu bezeichnen. Es scheint bei den neuseeländischen Truppen populär geworden zu sein, bevor es von den Australiern übernommen wurde, und war unter Soldaten erst 1917 weit verbreitet. Lycett zufolge vermerkte Cyril Longmore, der Autor der offiziellen Geschichte des australischen 44. Bataillons, dass der Begriff von Mitgliedern des Bataillons während ihrer Zeit auf der Salisbury Plain Training Area im späten Jahr 1916 verwendet wurde, als die 3. Division sich auf den Einsatz an der Westfront vorbereitete. Lycett behauptet, der Begriff habe möglicherweise nach einer Rede des Kommandanten der 11. Brigade, Brigadegeneral James Cannan, über die Grabenkünste des 44. Bataillons an Bedeutung gewonnen, von denen viele vor ihrem Dienst in den Goldfeldern Westaustraliens gearbeitet hatten.

## Verbindung mit der Anzac-Legende
Beim Ausbruch des Ersten Weltkriegs waren Australien und Neuseeland beide relativ „junge“ Nationen mit wenig internationalem Ansehen. Der Einsatz in Gallipoli Anfang 1915 gab den Soldaten beider Nationen die Gelegenheit, sich zu beweisen. Obwohl die Schlacht von Gallipoli hohe Verluste forderte und letztlich mit einem Rückzug der Alliierten endete, wurde er stark mit der Entstehung der nationalen Identität in Australien und Neuseeland verbunden. Durch die Art und Weise, wie die australischen und neuseeländischen Soldaten den Krieges ertrugen, wurde das Bild, das mit dem Wort „digger“ verbunden ist, zu einem Teil der Anzac-Legende, die Eigenschaften wie „Ausdauer, Mut, Einfallsreichtum, Humor und […] Kameradschaft“ verkörpert. In Australien nahm der Begriff im Laufe der Industrialisierung und Urbanisierung des Landes später die Eigenschaften an, die zuvor dem „Bushman“ zugeschrieben wurden, darunter „Robustheit, demokratischer Geist, Kameradschaft und Einfallsreichtum“.

## Verwendung
Während sich die Australier und Neuseeländer gegenseitig „Digger“ nannten, bezeichneten die Briten die Neuseeländer als „Kiwis“ und die Australier als „Diggers“. Das entsprechende Wort für einen britischen Soldaten war „Tommy“.

## Sportmannschaften
Zwischen 1998 und 2003 wurde der Begriff im Namen eines Teams der Victorian Football League, den Bendigo Diggers, verwendet. Dies bezog sich teilweise auf Bendigos Geschichte als Zentrum der Gold-Bergbauindustrie. Das Team änderte seinen Spitznamen in „Bombers“, als es sich mit dem Club Essendon verband. Im Jahr 2001 schlug Athletics Australia vor, „Diggers“ als Spitzname für das australische Leichtathletikteam zu verwenden. Der Vorschlag wurde nach öffentlichem Protest und Einwänden von der Returned and Services League of Australia zurückgezogen.